# Peter Hegemann

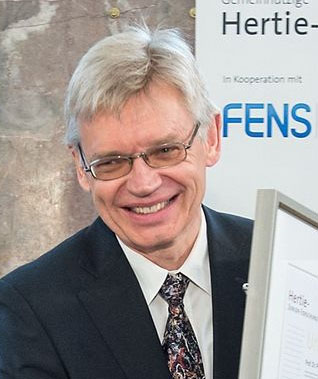
Peter Hegemann, 2020

Peter Hegemann (* 11. Dezember 1954 in Münster) ist ein deutscher Biophysiker und Professor an der Humboldt-Universität zu Berlin.

## Leben
Hegemann studierte in Münster und München Chemie und promovierte 1984 in München mit der Arbeit Halorhodopsin, die lichtgetriebene Chloridpumpe in Halobacterium halobium. Untersuchungen zur Struktur und Funktion. Von 1984 bis 1985 war er Post-Doktorand in der Arbeitsgruppe von Dieter Oesterhelt in München und 1985 bis 1986 bei Kenneth W. Foster an der Syracuse University. Seit 1986 war er Leiter einer Arbeitsgruppe in der Abteilung für Membranbiochemie am Max-Planck-Institut für Biochemie. Eine Professur hatte er an der Universität Regensburg, bevor er 2004 an die Humboldt-Universität zu Berlin berufen wurde.

## Wirken
Hegemann gehört zu den Entdeckern der Channelrhodopsine, einer Familie von licht-aktivierten Ionenkanälen. Diese Entdeckung hat der Wissenschaft neue Möglichkeiten in der Untersuchung neuronaler Netze und das neue Gebiet der Optogenetik gebracht. Weitere erhoffte Erfolge der Anwendung liegen in der Wiedererlangung verlorener Sehkraft und der Behandlung von Morbus Parkinson und anderen neurologischen Erkrankungen mittels tiefer Hirnstimulation.

## Auszeichnungen (Auswahl)
- 2010 Wiley Prize in Biomedical Sciences, gemeinsam mit Georg Nagel und Ernst Bamberg[2]
- 2010 Karl Heinz Beckurts-Preis, gemeinsam mit Georg Nagel und Ernst Bamberg[3]
- 2012 Zülch-Preis
- 2012 Mitglied der Leopoldina[4]
- 2013 Gottfried-Wilhelm-Leibniz-Preis
- 2013 Louis-Jeantet-Preis, gemeinsam mit Georg Nagel[5]
- 2013 Brain Prize[1]
- 2014 Mitglied der EMBO[6]
- 2014 Mitglied der Berlin-Brandenburgischen Akademie der Wissenschaften
- 2014 Mitglied der Deutschen Akademie der Technikwissenschaften (acatech)
- 2015 Hertie-Senior-Forschungsprofessur Neurowissenschaften der Hertie-Stiftung[7]
- 2015 Berliner Wissenschaftspreis[8]
- 2016 Hector Wissenschaftspreis[9][10]
- 2016 Massry-Preis
- 2016 Harvey Prize des Technion Instituts in Haifa / Israel (verliehen 2017)[11]
- 2017 Gregor-Mendel-Medaille der Leopoldina
- 2018 Otto-Warburg-Medaille
- 2018 Canada Gairdner International Award
- 2019 Rumford-Preis
- 2019 Warren Alpert Foundation Prize
- 2020 Shaw Prize
- 2021 Albert Lasker Award for Basic Medical Research
- 2022 Mitglied der American Academy of Arts and Sciences
- 2022 Mitglied der National Academy of Sciences
- 2022 Louisa-Gross-Horwitz-Preis